# 호아나 2세
호아나 2세 나파로아코아 혹은 잔 드 나바르(바스크어: Joana II.a Nafarroakoa, 프랑스어: Jeanne de Navarre, 1312년 1월 28일 ~ 1349년 10월 6일)는 나바라 왕국의 여왕(재위: 1328년 ~ 1349년)이다. 루이 10세(나바라 왕으로는 루이스 1세)와 그의 정비 마르그리트 드 부르고뉴(Marguerite de Bourgogne)의 딸로 카페 왕가 출신 마지막 군주였다.
잔은 부왕이 사망할 때 아들이 아닌데다가 미성년이었으므로 이복 동생인 장 1세나 삼촌 필리프 5세, 샤를 4세에게 밀렸지만 샤를 4세가 후계자 없이 사망하자 선왕이자 그의 형인 루이 10세의 장녀이자 카페 왕가의 후계자 자격으로 6촌격인 발루아가 필리프 6세와 한동안 프랑스의 왕위를 놓고 경쟁하였다.
프랑크 족의 관습법에서 전래된 살리카 법에 의해 프랑스 왕국의 왕위는 계승할 수 없었지만, 나바라 왕국의 왕위는 계승할 수 있었다.
후에 필리프 데브뢰 백작과 혼인하였다. 그는 호아나의 종조부였던 필리프 3세의 서자 루이 데브뢰의 아들이었다. 둘째 딸 수리아 에브뢱스코아는 필리프 6세의 왕비가 되었다.